# 岡崎城

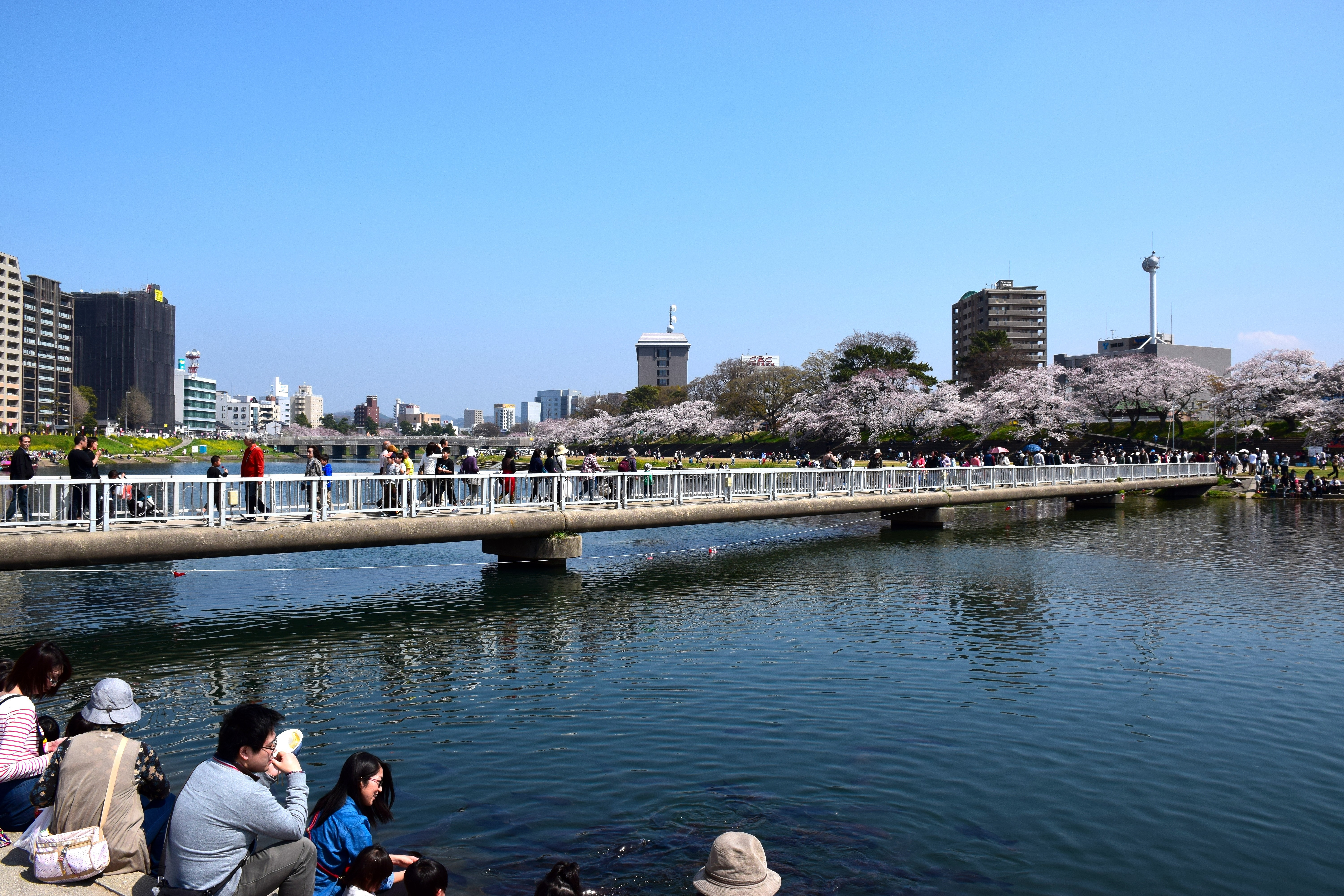
岡崎櫻花节

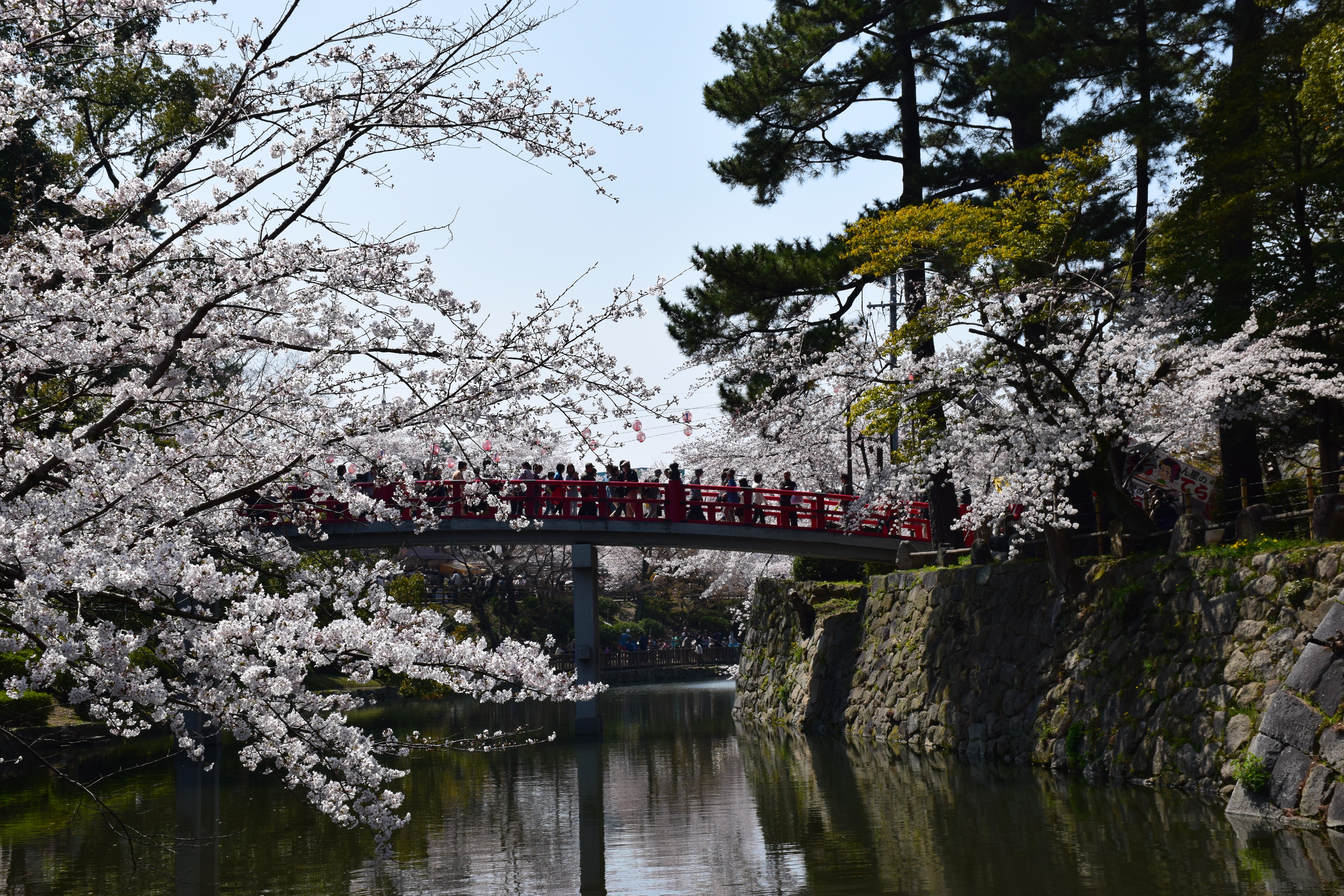
岡崎櫻花节

岡崎城（ Okazaki-jō）是位於日本愛知縣岡崎市的一座城堡。德川家康於此地出生。别名为龙城。
建於1452年，戰國時代到安土桃山時代为松平氏所有，江戶時代是岡崎藩藩廳所在地。
最初城名写作“冈奇城”（日语：岡竒城）。此外，冈崎城是享禄年间以来的名称，在此之前名为菅生乡。

## 外部連結
- 三河武士のやかた家康